# Simeprodeso
Simeprodeso är en ort i Mexiko.   Den ligger i kommunen Salinas Victoria och delstaten Nuevo León, i den centrala delen av landet, 700 km norr om huvudstaden Mexico City. Simeprodeso ligger 476 meter över havet och antalet invånare är 3 160.
Terrängen runt Simeprodeso är huvudsakligen platt, men åt sydväst är den kuperad. Runt Simeprodeso är det mycket tätbefolkat, med 1 956 invånare per kvadratkilometer. Närmaste större samhälle är Monterrey, 19,9 km söder om Simeprodeso. Trakten runt Simeprodeso består i huvudsak av gräsmarker.